# Stamps (Arkansas)
Stamps es una ciudad ubicada en el condado de Lafayette en el estado estadounidense de Arkansas. En el Censo de 2010 tenía una población de 1693 habitantes y una densidad poblacional de 208,18 personas por km².

## Geografía
Stamps se encuentra ubicada en las coordenadas 33°21′18″N 93°29′52″O / 33.35500, -93.49778. Según la Oficina del Censo de los Estados Unidos, Stamps tiene una superficie total de 8.13 km², de la cual 7.87 km² corresponden a tierra firme y (3.18%) 0.26 km² es agua.

## Demografía
Según el censo de 2010, había 1693 personas residiendo en Stamps. La densidad de población era de 208,18 hab./km². De los 1693 habitantes, Stamps estaba compuesto por el 41.05% blancos, el 56.82% eran afroamericanos, el 0.41% eran amerindios, el 0.06% eran asiáticos, el 0% eran isleños del Pacífico, el 0.65% eran de otras razas y el 1% pertenecían a dos o más razas. Del total de la población el 1.71% eran hispanos o latinos de cualquier raza.